# Anita Colby
Anita Colby, nata Anita Counihan (Washington, 5 agosto 1914 – Oyster Bay, 27 marzo 1992), è stata una modella e attrice statunitense.

## Biografia
Nata Anita Counihan, la Colby era figlia di Bud Counihan, cartoonist piuttosto noto fra gli artisti di New York di quegli anni. Già all'inizio della sua carriera, con un guadagno di circa 50 dollari all'ora, Anita Colby divenne una delle modelle più pagate dell'epoca. Il suo volto comparve su numerosi cartellone pubblicitari, molti dei quali legati a marchi di sigarette. Nonostante la sua professione lo richiedesse, Anita Colby non posò mai in costume da bagno.
Nel 1935 si trasferì ad Hollywood, e fu in quel momento che adottò il cognome Colby. Ebbe una piccola parte nel film Maria di Scozia (1936) e in un paio di B movie, ma la sua carriera da attrice non decollò mai. Dopo due anni, ritornò a New York e lavorò nella redazione di Harper's Bazaar. Soltanto dieci anni dopo riuscì a farsi un nome a Hollywood dopo aver lavorato nella campagna pubblicitaria internazionale del film Fascino (1944), al quale partecipò anche come attrice.
In seguito la modella fu assunta da David O. Selznick negli anni quaranta affinché insegnasse bellezza e portamento alle attrici sotto contratto con Selznick come Jennifer Jones, Ingrid Bergman, Shirley Temple, Dorothy McGuire e Joan Fontaine. Nel 1954 presenterà la serie televisiva antologica The Pepsi-Cola Playhouse. Morì all'età di settantasette anni il 27 marzo 1992.

## Filmografia
- La forza dell'amore (The Bride Walks Out), regia di Leigh Jason (1936)
- Maria di Scozia (Mary of Scotland), regia di John Ford (1936)
- L'incontentabile (Walking on Air), regia di Joseph Santley (1936)
- China Passage, regia di Edward Killy (1937)
- Fascino (Cover Girl), regia di Charles Vidor (1944)
- Forza bruta (Brute Force), regia di Jules Dassin (1947)